# Exekutive Dysfunktion
In der Psychologie und der Neurowissenschaft bezeichnet die exekutive Dysfunktion oder der exekutiver Funktionsdefizit eine Störung der Wirksamkeit von exekutiven Funktionen, einer Gruppe von kognitiven Prozessen zur Regulierung, Kontrolle und Steuerung anderer kognitiver Prozesse. Exekutive Dysfunktion kann sich sowohl auf neurokognitive Defizite als auch auf Verhaltenssymptome beziehen. Sie ist in zahlreichen neurologischen und psychischen Störungen involviert sowie in kurz- und langfristigen Veränderungen der nicht-klinischen exekutiven Kontrolle. Sie kann auch andere kognitive Schwierigkeiten umfassen, wie beispielsweise in der Planung, der Organisation, der Aufnahme von Tätigkeiten und der emotionalen Selbstregulation. Sie ist eine Kerncharakteristik der Aufmerksamkeitsdefizit-Hyperaktivitätsstörung (ADHS) und kann zahlreiche andere bekannte Symptome erklären. Extreme exekutive Dysfunktion ist das Kardinalmerkmal des dysexekutiven Syndroms.

## Beschreibung
Exekutive Funktionen sind ein theoretisches Konstrukt zur Darstellung des Wirkungsbereichs von kognitiven Prozessen zur Regulierung, Kontrolle und Steuerung anderer kognitiver Prozesse. Exekutive Funktionen sind kein einheitliches Konzept – sie sind eine allgemeine Beschreibung für die Gruppe von Prozessen, die in bestimmten Bereichen der Kontrolle von Kognition und Verhalten involviert sind. Exekutive Prozesse sind wesentlich für höhere Hirnfunktionen, vor allem in den Bereichen der Zielbildung, der Planung, des zielgerichteten Handelns, der Selbstüberwachung, der Aufmerksamkeit, der Hemmungskontrolle und der Koordination von komplexer Kognition und motorischer Kontrolle für effektive Leistungsfähigkeit. Defizite der exekutiven Funktion können in verschiedenem Ausmaß in allen Populationen beobachtet werden, aber starke exekutive Dysfunktion kann tagtäglich verheerende Auswirkungen auf die Kognition und das Verhalten, sowohl in individuellen als auch in sozialen Kontexten, haben.
Exekutive Dysfunktion tritt zu einem geringen Grad kurz- und langfristig in allen Individuen auf. In nicht-klinischen Populationen scheint die Aktivierung exekutiver Prozesse die weitere Akitivierung derselben Prozesse zu hemmen, was nahe legt, dass es einen Mechanismus für normale Schwankungen in der exekutiven Kontrolle gibt. Ein Rückgang der exekutiven Funktionen ist auch verbunden mit dem normalen und dem klinischen Alterungsprozess. Die Abnahme von Gedächtnisprozessen mit dem Alter scheint einen Einfluss auf die exekutiven Funktionen zu haben, was ebenfalls auf die allgemeine Rolle des Gedächtnisses für die exekutiven Funktionen hinweist.
Exekutive Dysfunktionen scheint mit regelmäßigen Unterbrechung in handlungsorientiertem Verhalten einherzugehen, für welches exekutive Kontrolle zur Hemmung von gewohnheitsmäßigen Reaktionen und Zielaktivierung benötigt wird. Diese exekutive Kontrolle ist für effektives Verhalten verantwortlich, indem sie das Verhalten so anpasst, dass Veränderungen in der Umgebung mit den eigenen Zielen vereinbart werden. Beeinträchtigungen der kognitiven Flexibilität ist ein beträchtliches Merkmal der exekutiven Dysfunktion – kognitive Flexibilität ist die kognitive Fähigkeit, basierend auf sich verändernden Zielen und Umweltreize dynamisch den Fokus zwischen Fixierungspunkten zu wechseln. Dies liefert eine sparsame Erklärung für das häufige Auftreten von impulsivem, hyperaktivem, disorganisiertem und aggressivem Verhalten in klinischen Patienten mit exekutiver Dysfunktion. Eine Studie aus 2011 belegt, dass exekutive Dysfunktion mit einem Mangel an Selbstbeherrschung, höherer Impulsivität und höherer Disorganisation einhergeht, was zu aggressivem Verhalten beiträgt.
Exekutive Dysfunktion, vor allem in der Kapazität des Arbeitsgedächtnisses, kann auch in verschiedenem Ausmaß zu emotionaler Dysregulierung führen, was sich in Form von chronischer Depression, Angststörung oder Hochsensibilität äußern kann. Russell Barkley schlug ein hybrides Modell für die Rolle von Verhaltensenthemmung in der Präsentation von ADHS vor, welches als Grundlage für einen Großteil der Forschung über ADHS und über die umfassenderen Auswirkungen des exekutiven Systems dient.
Andere häufige und charakteristische Symptome der exekutiven Dysfunktion umfassen unter anderem das sogenannte "utilization behaviour" – die zwanghafte Manipulation oder Nutzung von Objekten in der nahen Umgebung ohne funktionalen Grund – sowie das Imitationsverhalten – die Tendenz, primär durch Nachahmung sozial zu interagieren. Die Forschung legt auch nahe, dass der exekutive Aufgabenwechsel neben dem episodischen Gedächtnis ein Mitvermittler der Genauigkeit des sogenannten "feeling-of-knowing" (FOK) ist, sodass exekutive Dysfunktion womöglich die FOK-Genauigkeit reduzieren kann.
Es gibt einige Anhaltspunkte die suggerieren, dass exekutive Dysfunktion neben den negativen Auswirkungen auch Vorteile hervorbringen kann. Abaham et al. zeigten, dass kreatives Denken bei Schizophrenie durch exekutive Dysfunktion begünstigt wird. Sie etablierten eine feste Ätiologie für Kreativität bei Psychotizismus, indem sie eine kognitive Präferenz für breiteres "top-down", assoziatives Denken über zielgerichtetes Denken aufzeigten, was den Aspekten von ADHS sehr stark ähnelt. Es wird vorausgesetzt, dass, aufgrund der Überlappung von Dopamin, Elemente von Psychose in sowohl ADHS als auch Schizophrenie / Schizotypie präsent sind.

## Komorbidität
Flexibilitätsprobleme hängen mit höherer Wahrscheinlichkeit mit Angststörungen zusammen, und Probleme der Metakognition mit Depressionen.